# Satchellius
Satchellius är ett släkte av ringmaskar som beskrevs av Gates 1975. Satchellius ingår i familjen daggmaskar.
Släktet innehåller bara arten Satchellius mammalis.